# Ctenus sigma
Ctenus sigma là một loài nhện trong họ Ctenidae.
Loài này thuộc chi Ctenus. Ctenus sigma được Ehrenfried Schenkel-Haas miêu tả năm 1953.